# Isidore Delafosse
Isidore Delafosse (ur. 1800) – aktor francuski.

## Kariera sceniczna
| Rok  | Sztuka                       | Autor                 |
| ---- | ---------------------------- | --------------------- |
| 1833 | Lucrèce Borgia               | Victor Hugo           |
| 1834 | Le Mari de la favorite       | Saintine              |
|      | L'Impératrice et la Juive    | Anicet Bourgeois      |
|      | Catherine Howard             | Alexandre Dumas       |
|      | Les Mal-contents de 1579     | Épagny                |
|      | Le Brigand et le Philosophe  | Félix Pyat            |
| 1835 | La Nonne sanglante           | Julien de Mallian     |
| 1836 | La Duchesse de la Vaubalière | Balisson de Rougemont |